# Probolus culpatorius
Probolus culpatorius är en stekelart som först beskrevs av Carl von Linné 1758.  Probolus culpatorius ingår i släktet Probolus och familjen brokparasitsteklar. Arten är reproducerande i Sverige. Inga underarter finns listade i Catalogue of Life.